# Husovice
Husovice (německy Hussowitz) jsou městská čtvrť na severu statutárního města Brna. Její katastrální území má rozlohu 1,32 km². Původně samostatné město bylo k Brnu připojeno v roce 1919, od 24. listopadu 1990 je součástí samosprávné městské části Brno-sever. Žije zde přibližně 6600 obyvatel.
Zástavba Husovic se rozkládá na pravém (západním) břehu Svitavy.

## Charakter čtvrti

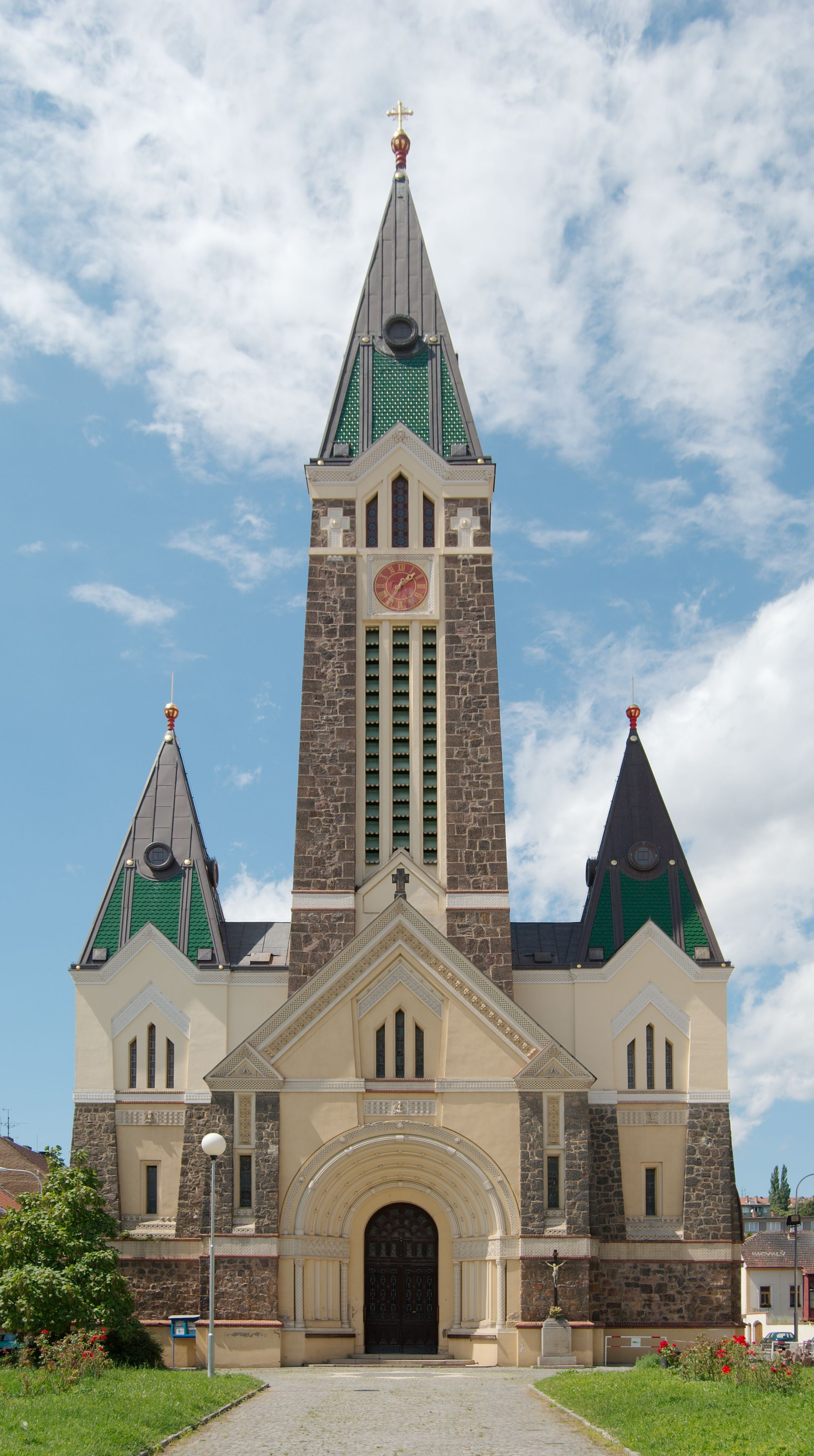
Husovický kostel Nejsvětějšího srdce Páně

Husovice, jež mají převážně městský charakter, se skládají z více částí. Jednak je to nízko položená a až na výjimky rovinatá jižní část s velice hustou pravidelnou městskou zástavbou, v níž se nachází zdejší kostel Nejsvětějšího srdce Páně, trolejbusová vozovna Dopravního podniku města Brna a v Dukelské ulici secesní budova zdejší sokolovny, jakož i řada menších obchodů. Tato část je na severu ohraničena Provazníkovou ulicí, kde sousedí jednak se západněji položenou oblastí mezi Provazníkovou a Kohoutovou ulicí, v níž se nachází několik panelových domů, pak také s východněji položenou oblastí s řidší nepravidelnou zástavbou původní vesnice, s níž na severozápadě sousedí výše položená rodinná zástavba ulic Klidná, Míčkova, Lozíbky, Nouzová a Slezákova. Severně od této části se nachází někdejší dělnická kolonie „Písečník“. Nejsevernější část dnešních Husovic představují několikapatrové činžovní domy s plochými střechami na východní straně Soběšické ulice.

## Název
Jméno vesnice bylo odvozeno od osobního jména Hus totožného s obecným hus - "husa". Jméno zprvu znělo Husici (v nejstarším dokladu z roku 1264 zapsáno Husicz), původně šlo o pojmenování obyvatel vsi a znamenalo "Husovi lidé". V písemných dokladech po roce 1264 je už vždy zakončení -ovice (zřejmě bylo převzato od jmen sousedních vsí Cacovice, Zábrdovice).

## Historie čtvrti
Husovice, vzniklé ve 13. století (první písemná zmínka je k roku 1264), byly dlouho malou vesnicí. Původně se jednalo o zeměpanskou ves, jejíž pozemky se brzy začaly dostávat do vlastnictví brněnských měšťanů, šlechty a církve. Ve 13. století získává husovické desátky a některé pozemky zábrdovický premonstrátský klášter. Pravděpodobně již tehdy zde existoval mlýn a aspoň dva dvory. Husovice těžce utrpěly v letech 1419–1434 během husitských, a v letech 1468–1478 během česko-uherských válek. Začátkem 17. století měly Husovice pouze 18 osedlých. Husovice utrpěly velké škody i během obléhání Brna Švédy v letech 1643 a 1645. Do 70. let 17. století však byly tyto škody odstraněny. Před první polovinou 18. století se v souvislosti s rozvojem místního průmyslu počet domů více než zdvojnásobil. Roku 1834 Husovice vyhořely a byly nově vystavěny. Kolem poloviny 19. století pak začal rychlý růst vesnice, který vedl k rozšiřování zdejší zástavby podél všech existujících cest. V čele husovické obecní správy stál do zrušení poddanství purkmistr, rychtář a dva konšelé. V roce 1912 byly Husovice povýšeny na město a v roce 1919 připojeny k Brnu.

## Obyvatelstvo
| 1869  | 1880  | 1890  | 1900  | 1910   | 1921   | 1930   | 1950   | 1961   | 1970  | 1980  | 1991  | 2001  | 2011  | 2021  |
| ----- | ----- | ----- | ----- | ------ | ------ | ------ | ------ | ------ | ----- | ----- | ----- | ----- | ----- | ----- |
| 2 259 | 3 541 | 6 958 | 8 764 | 11 012 | 10 977 | 14 712 | 17 473 | 17 320 | 9 261 | 7 153 | 5 532 | 5 473 | 6 638 | 6 915 |

## Památky
Kromě zmíněného kostela Nejsvětějšího srdce Páně byly kulturní památkou vyhlášeny tyto stavby: divadlo Svatoboj na Cacovické ulici, měšťanský dům čp. 346 na náměstí Republiky a silniční most přes Svitavu. Architektonicky zajímavá je i malobytová kolonie, tj. soubor čtyř domů v ulicích Vranovská, Trávníčkova, Jana Svobody a Zubatého z let 1925–1927 podle projektu Josefa Poláška.

## Náboženství
V Husovicích působí římskokatolická farnost ustanovená 1. ledna 1911 a sbor Českobratrské církve evangelické, který má svoji modlitebnu v Netušilově ulici. Na Hálkově ulici stojí Sál Království Svědků Jehovových, na Vranovské ulici působí pravoslavný monastýr svaté kněžny české Ludmily. V malém domku na Gargulákově 5 měl svoji modlitebnu dnes již zaniklý baptistický sbor, v letech 1984 až 2015 prostor využívala husovická náboženská obec Církve československé husitské. V letech 2018–2019 Církev československá husitská dům rekonstruovala na Centrum Farský se sociálními byty.

## Osobnosti
- Marie Restituta Kafková (1894–1943)